# Eisklasse
Als Eisklasse wird die Einstufung der Eisfestigkeit von Schiffen (Eisbrecher) bezeichnet, die für eisbedeckte Gewässer konzipiert sind und daher über eine Eisverstärkung verfügen.
Anzahl und Einteilung der Eisklassen unterscheiden sich je nach Staat. Die Eisklassen der Klassifikationsgesellschaften werden mit jeweils korrespondierenden nationalen Eisklassen gleichgesetzt.
In verschiedenen Ländern, die auf eine ganzjährige Versorgung durch Schiffe angewiesen sind, werden Hafen- und Lotsengebühren gemäß der nationalen Eisklasse gestaffelt. Dies soll den Eignern eisverstärkter Schiffe auch im Sommer einen Ausgleich für die höheren Baukosten und verminderte Tragfähigkeit geben.

## Nationale Eisklassen

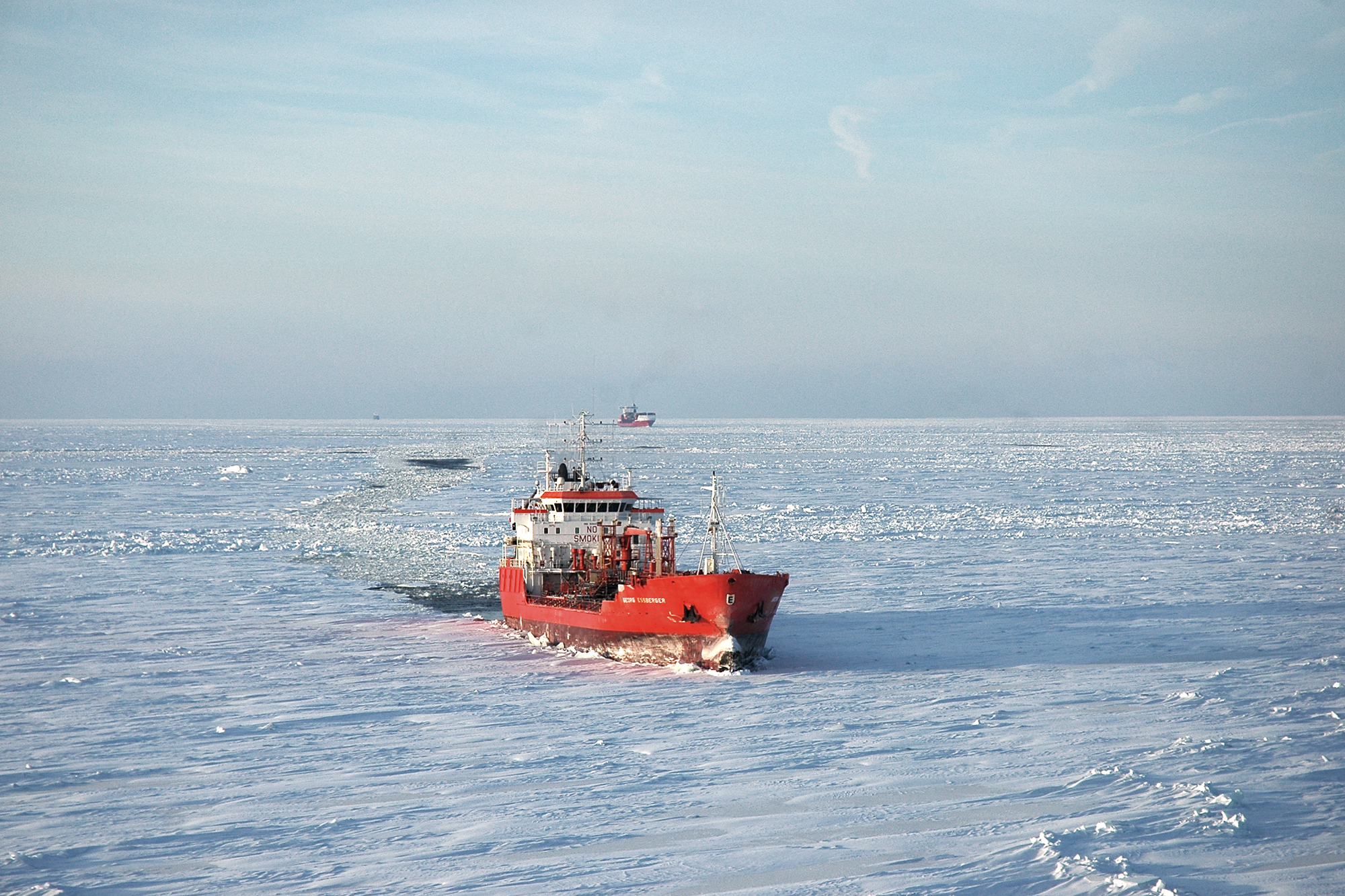
Die Georg Essberger wartet vor Loviisa (Finnland) auf den Eisbrecher Nordica, Klasse 1A Super

### Norwegen,Schweden,Finnland
- 1A Super Extreme Eisverhältnisse (Eisdicke bis 1 m)
- 1A Schwierige Eisverhältnisse (Eisdicke bis 0,8 m)
- 1B Durchschnittliche Eisverhältnisse (Eisdicke bis 0,6 m)
- 1C Leichte Eisverhältnisse (Eisdicke bis 0,4 m)
- II Sehr leichte Eisverhältnisse (Eisdicke bis 0,15 m)
- III Normales Schiff

### Kanada
In Kanada wurden die bisherigen Eisklassen Arctic 1 bis Arctic 10 von Transport Canada durch die folgenden vier neuen Eisklassen („Canadian Arctic Categories“) ersetzt:
- CAC 1 für Eisbrecher, der überall in der Arktis eingesetzt werden kann und kontinuierlich oder durch Rammen durch mehrjähriges Eis vordringen kann.
- CAC 2 für kommerzielle Frachtschiffe, das überall in der Arktis fahren kann und kontinuierlich oder durch Rammen durch mehrjähriges Eis vordringen kann.
- CAC 3 für kommerzielle Frachtschiffe, das im zweijährigen Eis und schweren Eis des ersten Jahres uneingeschränkt fahren kann.
- CAC 4 für kommerzielle Frachtschiffe, das im einjährigen Eis fahren kann.

### Russland

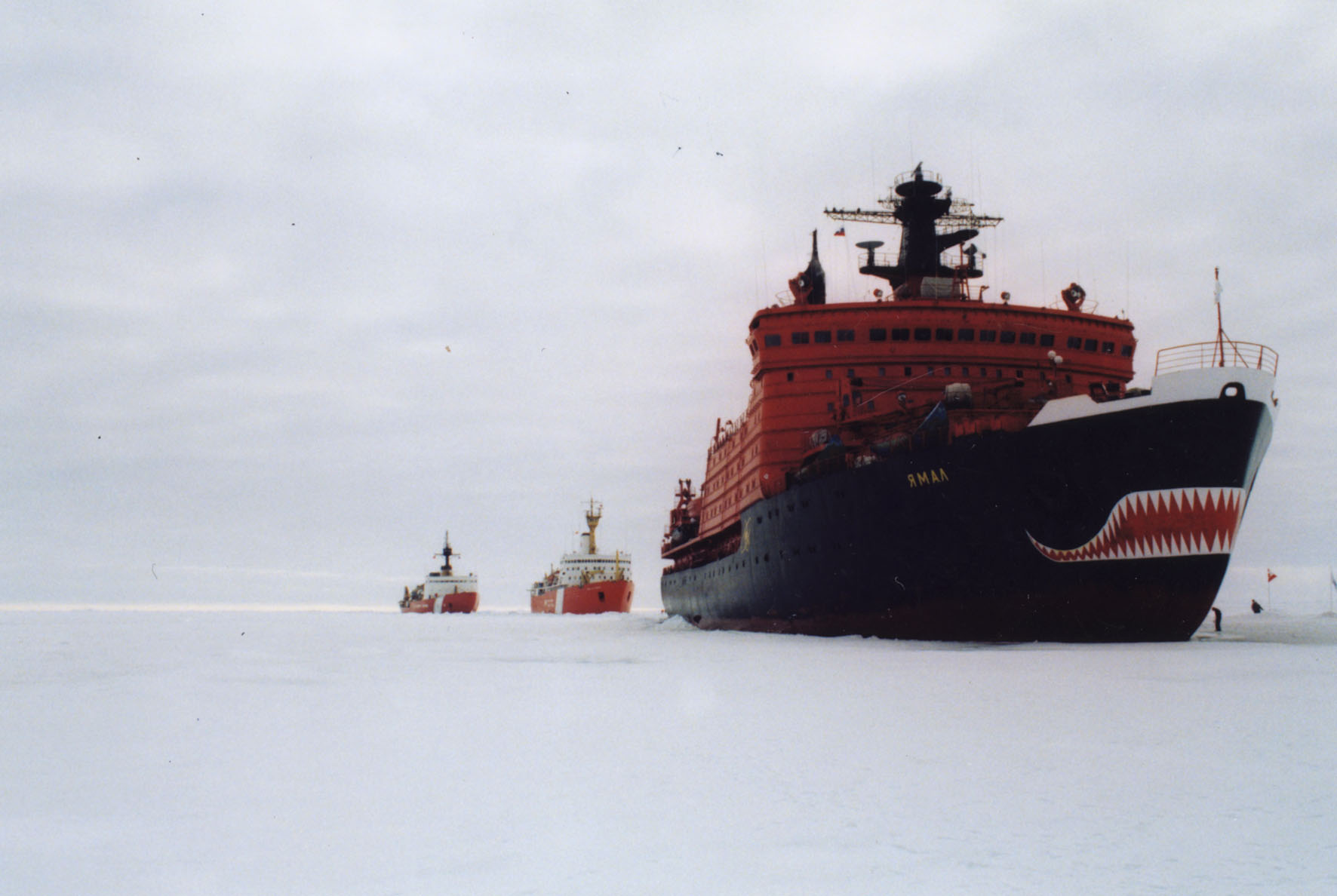
Der Atomeisbrecher Yamal, Eisklasse Eisbrecher9, und zwei weitere Eisbrecher in der Nähe des Nordpols

- Eisbrecher9 Eisdicke bis 4,0 m (Winter/Frühjahr) bzw. unbeschränkt im Sommer/Herbst (Wellenleistung mindestens 48.000 kW)
- Eisbrecher8 Eisdicke bis 3,0 m (Winter/Frühjahr) bzw. unbeschränkt im Sommer/Herbst (Wellenleistung mindestens 22.000 kW)
- Eisbrecher7 Eisdicke bis 2,0 m (Winter/Frühjahr) bzw. bis 2,5 m (Sommer/Herbst)(Wellenleistung mindestens 11.000 kW)
- Eisbrecher6 Eisdicke bis 1,5 m (eingeschränkt) bzw. bis 1,0 m (Dauereisbrechen)
- Arc9 Eisdicke bis 3,5 m (Winter/Frühjahr) bzw. bis 4,0 m (Sommer/Herbst)
- Arc8 Eisdicke bis 2,1 m (Winter/Frühjahr) bzw. bis 3,1 m (Sommer/Herbst)
- Arc7 (vormals ULA) Eisdicke bis 1,4 m (Winter/Frühjahr) bzw. bis 1,7 m (Sommer/Herbst)
- Arc6 Eisdicke bis 1,1 m (Winter/Frühjahr) bzw. bis 1,3 m (Sommer/Winter)
- Arc5 (vormals UL) Eisdicke bis 0,8 m (Winter/Frühjahr) bzw. bis 1,0 m (Sommer/Herbst)
- Arc4 (vormals L1) Eisdicke bis 0,6 m (Winter/Frühjahr) bzw. bis 0,8 m (Sommer/Herbst)
- Ice3 (vormals L2) Eisdicke bis 0,7 m
- Ice2 (vormals L3) Eisdicke bis 0,55 m
- Ice1 (vormals L4) Eisdicke bis 0,4 m
- LL1 Eisdicke über 2,0 m (Wellenleistung über 47.807 kW)
- LL2 Eisdicke über 2,0 m (Wellenleistung zwischen 22.065 und 47.807 kW)
- LL3 Eisdicke über 1,5 m (Wellenleistung zwischen 11.032 und 22.065 kW)
- LL4 Eisdicke über 1,0 m (Wellenleistung unter 11.032 kW)

### USA
- A3 Eisdicke über 1 m
- A2 Eisdicke bis 1 m
- A1 Eisdicke bis 0,6 m
- A0 Eisdicke bis 0,3 m

### Deutschland(Germanischer Lloyd)
Baltische Eisklassen:
- E4 (Eisdicke bis 1,0 m, korrespondierende finnisch-schwedische Eisklasse: 1A Super)
- E3 (Eisdicke bis 0,8 m, korrespondierende finnisch-schwedische Eisklasse: 1A)
- E2 (Eisdicke bis 0,6 m, korrespondierende finnisch-schwedische Eisklasse: 1B)
- E1 (Eisdicke bis 0,4 m, korrespondierende finnisch-schwedische Eisklasse: 1C)
- E (Eisdicke bis 0,15 m, korrespondierende finnisch-schwedische Eisklasse: II bzw. III)

Arktische Eisklassen:
- ARC 7
- ARC 6
- ARC 5
- ARC 4
- ARC 3
- ARC 2
- ARC 1 (entspricht etwa der baltischen Eisklasse E4)

## Polarklassen
2006 veröffentlichte die International Association of Classification Societies (IACS) als Dachverband einen Entwurf für die globalen Klassen PC 1 bis PC 7. Diese sind für dauerhaft in arktischen Gewässern operierende Schiffe bzw. Eisbrecher gedacht. Daher gehen sie in ihren Ansprüchen weit über die Eisklassen hinaus. Die höchste deutsche Klasse E4 entspricht etwa PC 6. Die höheren Klassen sind also eher mit den russischen Eisbrecherklassen zu vergleichen.

### IACS-Polarklassen
- PC 1 Ganzjährige Fahrt in allen Polargewässern
- PC 2 Ganzjährige Fahrt in mittlerem mehrjährigem Eis
- PC 3 Ganzjährige Fahrt in zweijährigem Eis mit mehrjährigen Einschlüssen
- PC 4 Ganzjährige Fahrt in dickem einjährigem Eis mit älteren Einschlüssen
- PC 5 Ganzjährige Fahrt in mittlerem einjährigem Eis mit älteren Einschlüssen
- PC 6 Sommerfahrt in mittlerem einjährigem Eis mit älteren Einschlüssen (äquivalent zu E4)
- PC 7 Sommerfahrt in dünnem einjährigem Eis mit älteren Einschlüssen (äquivalent zu E3)